# Ткаченко Нінель Олександрівна
Ніне́ль Олекса́ндрівна Ткаче́нко (21 листопада 1928, Харків — 26 вересня 2007, Москва) — радянська  українська співачка (лірико-драматичне сопрано). Народна артистка СРСР.

## Біографічні відомості
Нінель Ткаченко народилася 21 листопада 1928 року у Харкові.
У 1958 році закінчила Харківську консерваторію по класу співу у Т. Я. Веске.
Від 1958 року співала в Оперній студії Київської консерваторії.
У 1960—1962 роках — солістка Львівського, в 1962—1968 роках — Білоруського, а у 1968—1980 роках — Одеського театрів опери та балету.
Від 1982 року була солісткою та художнім керівником Московської філармонії.
Голос співачки був сильним і рівним. Її мистецтву була властива віртуозність, виконанню — велика щирість.
Обиралася депутатом Мінської міської ради депутатів трудящих.
Нагороджена пам'ятним знаком «Золотий Аполлон» фонду імені П. І. Чайковського.
Померла 26 вересня 2007 року у Москві та похована на Троєкурівському цвинтарі.

## Партії
У репертуарі  було 25 провідних  оперних партій, серед яких:
- Леонора («Трубадур» Джузеппе Верді);
- Тоска («Тоска» Джакомо Пуччіні);
- Тетяна («Євгеній Онєгін» Петра Чайковського);
- Наташа («Русалка» Олександра Даргомижського);
- Ярославна («Князь Ігор» Олександра Бородіна) та ін.

## Нагороди
- Звання — Народна артистка СРСР (1964 р.)
- Ордени — «Знак Пошани», «За заслуги перед Вітчизною».